# Aeroporto di Dole Jura
L'Aeroporto di Dole Jura (IATA: DLE, ICAO: LFGJ) è un aeroporto francese situato in Borgogna-Franca Contea nel dipartimento del Giura a sudest di Tavaux e a 7 km a sudovest di Dole. L'aeroporto, situato a 197 m s.l.m., dispone di un unico terminal passeggeri, una torre di controllo del traffico aereo e una pista in asfalto con orientamento 05/23 lunga 2.230 metri ed è servito da pochi voli internazionali e domestici.